# 스카이 테리어

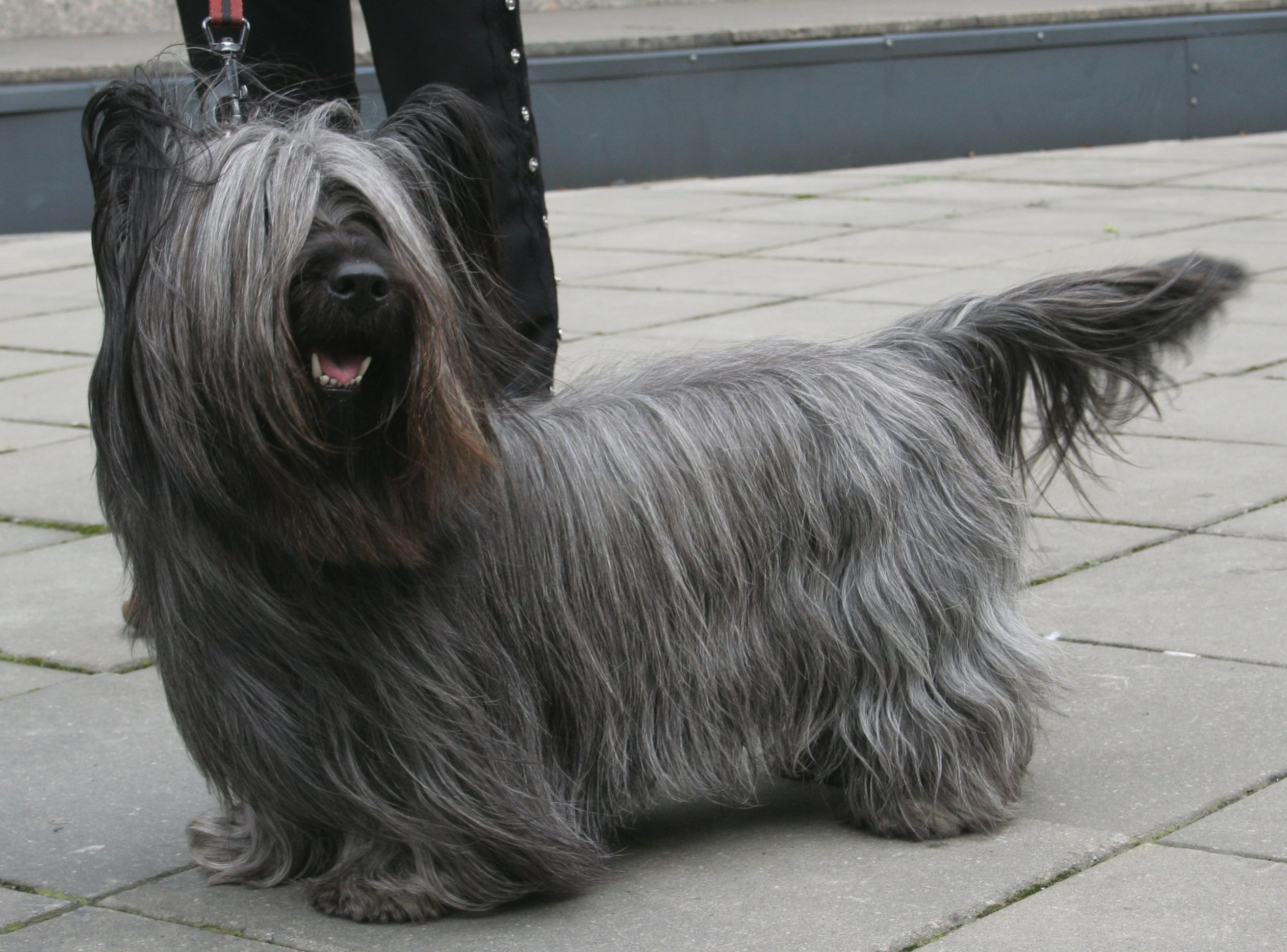

스카이 테리어(Skye Terrier)는 스코틀랜드의 개 품종으로 길고 키가 낮으며 강건한 테리어견이며 케넬 클럽에 따르면 "영국에서 가장 멸종 위기에 처한 토종 개 품종 중 하나"이다.

## 모습

### 털
스카이는 짧고 부드러운 언더코트와 단단하고 곧은 탑코트로 이중 코팅되어 있다. 머리의 짧은 털은 이마와 눈을 가리고 적당한 수염을 형성한다. 귀는 일반적으로 깃털이 잘 나 있으며, 뾰족한 귀를 갖고 있다.

### 색상
엷은 황갈색, 어둡거나 밝은 은회색, 크림색이 표준 색상이다. 색깔에 관계없이 모든 스카이 테리어는 귀와 코에 검은 점이 있어야 한다. 일반적으로 몸에 더 이상 무늬가 없지만 가슴에 작은 흰색 반점이 비교적 흔하다.

### 유형
귀의 모양과 크기를 제외하고는 가시(prick)귀 유형과 드롭(drop)귀 유형 사이에 큰 차이나 선호도가 없다. 가시귀의 경우 중간 크기이고 두개골 높이까지 올라가며 약간 바깥쪽으로 기울어진다.